# André Weil
André Weil (ur. 6 maja 1906 w Paryżu, zm. 6 sierpnia 1998 w Princeton – francuski matematyk, założyciel i faktyczny lider grupy Bourbaki. 
Jego prace dotyczyły głównie geometrii algebraicznej i teorii liczb. Laureat Nagrody Kioto w dziedzinie nauk podstawowych z 1994 roku.
Był bratem Simone Weil.

## Książki
- Arithmétique et géométrie sur les variétés algébriques (1935)
- Sur les espaces à structure uniforme et sur la topologie générale (1937)
- L'intégration dans les groupes topologiques et ses applications (1940)
- Foundations of Algebraic Geometry (1946)
- Sur les courbes algébriques et les variétés qui s’en déduisent (1948)
- Variétés abéliennes et courbes algébriques (1948)
- Introduction à l'étude des variétés kählériennes (1958)
- Discontinuous subgroups of classical groups (1958) Chicago lecture notes
- Basic Number Theory (1967)
- Dirichlet Series and Automorphic Forms, Lezioni Fermiane (1971) Lecture Notes in Mathematics, vol. 189,
- Essais historiques sur la théorie des nombres (1975)
- Elliptic Functions According to Eisenstein and Kronecker (1976)
- Œuvres Scientifiques, Collected Works, three volumes (1979)
- Number Theory for Beginners (1979) wraz z Maxwellem Rosenlichtem
- Adeles and Algebraic Groups (1982)
- Number Theory: An Approach Through History From Hammurapi to Legendre (1984)
- Souvenirs d’Apprentissage (1991) as The Apprenticeship of a Mathematician (1992)